# Saja Taal
Alieu Badara Saja Taal (* 22. März 1944; † 2. April 2014 in Dakar, Senegal) war ein gambischer Herausgeber und Politiker.
Tall lehrte Politik- und Verwaltungswissenschaften an der University of The Gambia. Er publizierte zahlreiche Veröffentlichungen.
Er war Mitglied der Alliance for Patriotic Reorientation and Construction (APRC) und bis 2005 Permanent Secretary (PS) im Präsidentenbüro und Erziehungsministerium in Gambia. Von 2005 bis 2007 war Taal Geschäftsführer und Herausgeber des The Daily Observer.